# 林保淳
林保淳，國立台灣大學中國文學研究所博士，曾任淡江大學中國文學系教授、國立台灣師範大學國文學系教授。研究專長為明清小說、明清思想、通俗文學、民俗學，為台灣大學學院中率先開闢武俠小說相關課程的教授之一，並於淡江大學創立「武俠小說研究室」。為作家吳濁流之內姪（吳為其姑丈）。
2006年秋，林保淳由淡江大學轉任國立台灣師範大學國文學系。2021年退休。
曾在2023年爭取民眾黨不分區立委。

## 著作
- 《經世思想與文學經世：明末清初經世文論研究》，1991年10月，文津出版社
- 《二十四史俠客資料匯編》， 1995年9月，台灣學生書局
- 《解構金庸》，2000年6月，遠流出版
- 《古典小說中的類型人物》，2003年10月，里仁書局
- 《台灣武俠小說發展史》（與葉洪生合著），2005年6月，遠流出版
- 《三姑六婆、妒婦、佳人：古典小說中的女性形象》，2013年5月，暖暖書屋
- 《俠客行：傳統文化中的任俠思想》，2013年9月，暖暖書屋
- 《縱橫今古說武俠》，2016年7月，五南出版
- 《林保淳出手，全民下架貪腐集團》，2023年10月，風雲時代

## 外部連結
- 林保淳的Facebook頁面